# Reissantia indica
Reissantia indica är en benvedsväxtart som först beskrevs av Carl Ludwig Willdenow, och fick sitt nu gällande namn av N. Hallé. Reissantia indica ingår i släktet Reissantia och familjen Celastraceae.

## Underarter
Arten delas in i följande underarter:
- R. i. astericantha
- R. i. loeseneriana
- R. i. orientalis